# 吳秀全
吳秀全（？—1989年），又名吳敬新，是一位出身新竹的醫生及中國共產黨政治人物。

## 生平
1939年4月下旬，甫成立於青島的東亞醫科大學（後為東亞醫科學院）在臺灣舉辦入學考試；吳秀全參加該場考試並隨後被公布錄取。此後，吳秀全就讀於該校，並成為其第一屆學生之一。
1943年，吳秀全自東亞醫科學院畢業，隨後加入中國共產黨，並開始在八路軍山東縱隊從事醫務工作。
中國抗日戰爭結束後，吳秀全繼續留在山東的醫療機構服務，歷任濟南軍區總醫院婦產科主任、軍醫學校教研室主任等。
1980年代，吳秀全先後擔任濟南市與山東省的臺灣同胞聯誼會會長、山東省政協委員、濟南市人大常委等職，並於1989年過世。